# Auchenipterus
Auchenipterus is een geslacht van straalvinnige vissen uit de familie van de houtmeervallen (Auchenipteridae).

## Soorten
- Auchenipterus ambyiacus Fowler, 1915
- Auchenipterus brachyurus (Cope, 1878)
- Auchenipterus brevior Eigenmann, 1912
- Auchenipterus britskii Ferraris & Vari, 1999
- Auchenipterus demerarae Eigenmann, 1912
- Auchenipterus dentatus Valenciennes, 1840
- Auchenipterus fordicei Eigenmann & Eigenmann, 1888
- Auchenipterus menezesi Ferraris & Vari, 1999
- Auchenipterus nigripinnis (Boulenger, 1895)
- Auchenipterus nuchalis (Spix & Agassiz, 1829)
- Auchenipterus osteomystax (Miranda Ribeiro, 1918)